# انحنائية
انحنائية أو أناكمبثيس أو ذيل الثعلب (الاسم العلمي: Anacamptis)، جنس نباتات مُزهرة من فصيلة السحلبية، وغالبا ما يختصر باسم النملة في البستنة. وصف هذه الجنس من قبل لويس كلود ريتشارد في عام 1817. الاسم العلمي مشتق من اليونانية القديمة anakamptein: حَنَى، إشارة إلى الكأسيّات المنحنَّية إلى الداخل. أعطانها في أوراسيا من منطقة البحر المتوسط إلى آسيا الوسطى.